# Saint-Julien-Gaulène

Saint-Julien-Gaulène este o comună în departamentul Tarn din sudul Franței. În 2009 avea o populație de 205 de locuitori.

## Evoluția populației
| An        | 1975 | 1982 | 1990 | 1999 | 2006 | 2009 |
| --------- | ---- | ---- | ---- | ---- | ---- | ---- |
| Populație | 207  | 217  | 221  | 204  | 173  | 205  |